# バビロンの川底トンネル
バビロンの川底トンネルは、古代メソポタミアにおいてユーフラテス川の下を通りバビロンの2つの都市を結んだと伝えられる全長929メートルの水底トンネル 。ユーフラテス川河底トンネル、あるいは単にユーフラテストンネルとも。
考古学者らには紀元前2180年から2160年の間に建設されたと考えられている。1824年にマーク・ブルネルによってテムズトンネルが着工されるまで、他に川底を横断する歩行者用トンネルが試みられることは無かった。

## 特徴
トンネル工事はおそらく一次的にユーフラテス川を渡るダムの建設から始まり、施工はカットアンドカバー工法を用いて行われた。トンネルは高さ12フィート (3.7 m)・幅15フィート (4.6 m)の広さがあり、対岸にある主要な寺院と宮殿を結び、歩行者及び、馬車によって使われたと推定されている。また、このトンネルにはレンガが並べられ、アスファルトによって防水加工されていたと考えられている。

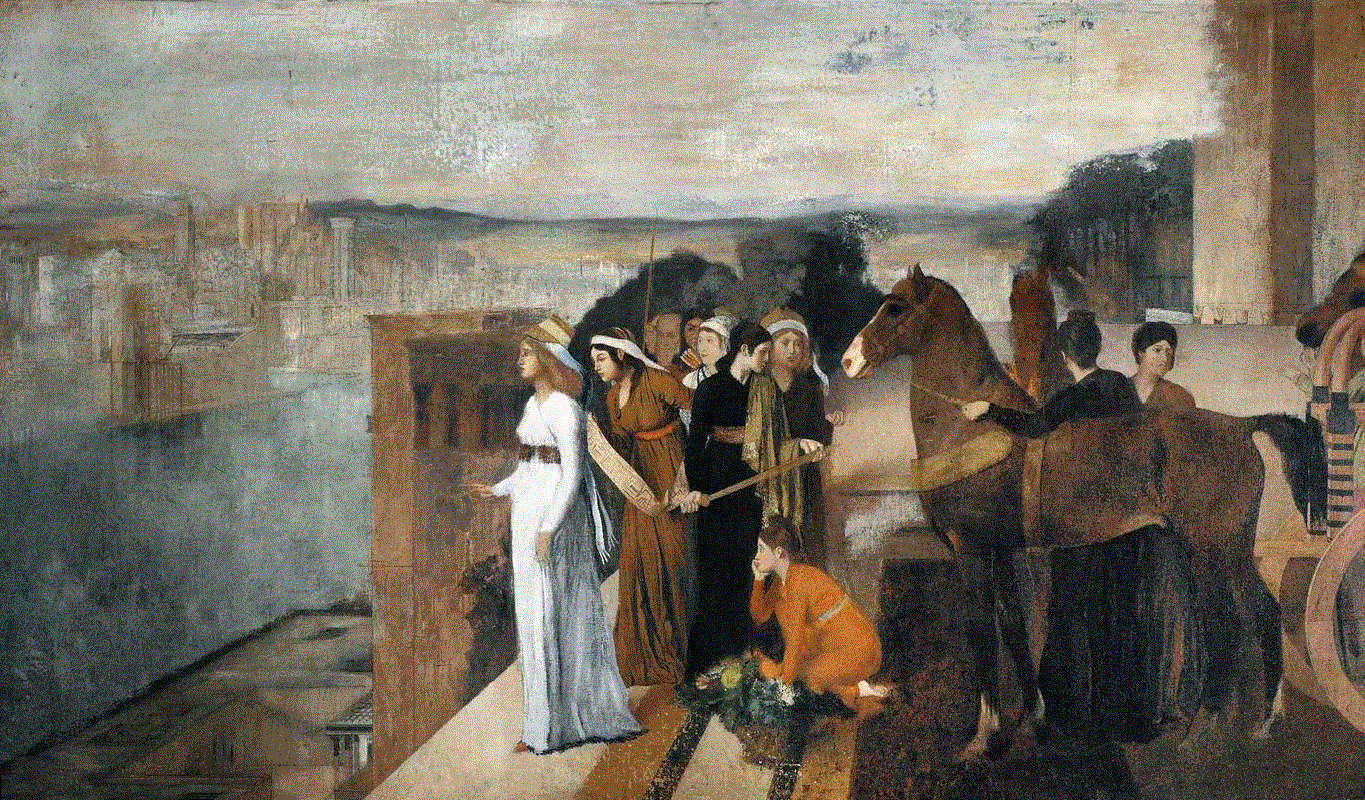
エドガー・ドガ, バビロンを建設するセミラミス（パリ,オルセー美術館蔵）

## 叙述
女王セミラミスによって建設され用いられたトンネルが、ディオドロスの『歴史叢書』において記述されている。
"バビロンの低地の池を沈めると、全体の深さ35フィート、各辺が300ハロンのレンガが敷き詰められ隙間を焼けた石によって埋められた四角形が作られた。最初にこれを川に投入し宮殿の1つから他へと繋がるアーチ状の地下室の通路を作った。このアーチは堅固で強いレンガで作られ、両側は4キュビトの厚さのビチューメンによって埋め尽くされていた。地下のアーチ上と横の壁はレンガ20個分で高さ12フィートあり、幅は15フィートあった。260日かかったこの工事ののちに川は元の流れに戻りこの構造の上を流れるようになると、セミラミスは宮殿の一つから別の宮殿へと川を超えることなく行くことができるようになった。両端には青銅の門が作られこの門はペルシア帝国まで残り続けた。"—ディオドロス, 『歴史叢書』, 2巻, 1 (G. Boothによる英語翻訳を底本に日本語意訳, 1814年),
フィロストラトスもまた『テュアナのアポロニオス』中でトンネルの建造について述べている。
"バビロンはユーフラテス川に沿って同じような形の半分に分断されている。川の下には目には見えない素晴らしい橋が渡されており、ほとりの両側の宮殿が行き来できた。この橋はかつてはこの周辺の女王であったメーデイアと呼ばれる女によってこれまでに無かった方法で川の下に渡されたと言われる。彼女が手に入れた石が、銅とピッチとこれまで男たちが見つけたすべてのものを使い水の下に積み上げろ、と言うので、川のほとりに行きこれらを積み重ねた。それから川を湖へと流し分けると、川はすぐに乾いた。彼女は二尋ほど掘り下げ、地下洞のように両側のほとりの宮殿まで出ていけるように空洞のトンネルを作った。それから川底と同じ高さに天井を作った。基礎部分やまたトンネルの壁はこのようにしっかりとしたものとなった。ピッチを石のように固くするには水が必要であったが、天井が柔らかいうちにユーフラテスの水がしみ込んできた為、接合部はかちかちに固まった。"—フィロストラトス, 『テュアナのアポロニオス伝』, 1巻, 25 (1912年のF.C Conybeareによる英語翻訳の日本語意訳)